# Под опрокинутым месяцем
«Под опрокинутым месяцем» (латыш. Zem apgāztā mēness) — художественный фильм режиссёра Эрика Лациса, снятый на Рижской киностудии в 1976 году. Премьера фильма состоялась в октябре 1977 года.

## Сюжет
Сейнер латвийского рыболовецкого колхоза ведёт лов рыбы в Атлантике. Рыбакам приходится прикладывать колоссальные усилия для успешного выполнения производственного задания.
После почти полугодичного плавания с берега приходит радиограмма с убедительной просьбой продолжить лов. Команда готова согласиться, при условии, что с ними останется их капитан Арвид Гирис.

## В ролях
- Гунарс Цилинский — Арвид Гирис
- Ромуалдс Анцанс — штурман
- Арийс Гейкинс — боцман
- Ивар Калныньш — Юрис
- Петерис Лиепиньш — матрос
- Улдис Ваздикс — Валдис
- Карлис Зушманис — Анцис
- Олга Дреге — Расма
- Дина Купле — жена Валдиса
- Лайне Петерсоне — Ивета
- Илга Томасе — Лига
- Вальдемар Зандберг — директор плавбазы
- Улдис Вейспал — Вилнис
- Талвалдис Мациевский — рыбак

## Съёмочная группа
- Авторы сценария: Владимир Кайякс, Эрик Лацис
- Режиссёр-постановщик: Эрик Лацис
- Оператор-постановщик: Давис Симанис
- Композитор: Раймонд Паулс
- Художник-постановщик: Дайлис Рожлапа
- Звукооператор: Глеб Коротеев
- Режиссёр: Е. Данцберга
- Оператор: В. Емельянов
- Художник по костюмам: Е. Вантере
- Художник-гримёр: К. Лапиня
- Монтажёр: А. Сигате
- Редактор: А. Брокс
- Музыкальный редактор: Николай Золотонос
- Оркестр Латвийского телевидения и радио
  - Дирижёр: А. Закис
- Консультанты: Б. Соколов, И. Пушкин
- Директор: Марк Цирельсон